# Одровонжі

Герб Одровонжів

Одрово́нжі (пол. Odrowążowie) — польський шляхетський рід моравського або чеського походження власного гербу. Стали відомими за часів Королівства Яґеллонів. Представники роду мали значний вплив у Галичині, на Поділлі. Багато представників підписували «зі Спрови» (нині село в Польщі). Найвідоміший представник — святий Яцек.

## Представники
- Іво
- Евстахій
  - Яцек
  - Якуб

- Ян зі Спрови — руський староста (генеральний) у 1379—1380 роках
  - Ян зі Спрови (†1448) — сандомирський староста, земський суддя[1]
    - Ян — архієпископ Ґнєзна, Примас Польщі
    - Евстахій зі Спрови — радомський кастелян
      - Станіслав зі Спрови — белзький воєвода
        - Станіслав — син Станіслава, внук Евстахія, староста опочинський, останній представник роду.[2]

- Добєслав зі Спрови та Заґожа (пом. 1433) — підкоморій генеральний руський
  - Пйотр
    - Анджей зі Спрови та Купновичів[3]
    - Ян — староста львівський (від 1465 року),  галицький, староста жидачівський, самбірський, воєвода подільський (від 1476 року), руський (1479—1485),

  - Ян — львівський латинський архиєпископ
    - Ян — воєвода бєлзький (від 1508 року), руський (від 1511 року), самбірський староста
      - Станіслав Одровонж

  - Добєслав — перемиський каштелян (після 1429 року), дружина — КАтажина, донька галицького каштеляна Яна Коли
    - Добєслав з Журавиці (пом. 1475) — перемиський каштелян, дружина — львівська міщанка Анна Шропп[4]
      - Зофія — дружина Яна Опоровського

## Власність, фундації
- Журавиця; 1416 року шляхтичі Пйотр та Добєслав Одровонжі зі Спрови заснували римо-католицьку парафію в селі.[5]